# Halictus opacoviridis
Halictus opacoviridis là một loài Hymenoptera trong họ Halictidae. Loài này được Ebmer mô tả khoa học năm 2005.